# 郭家聲

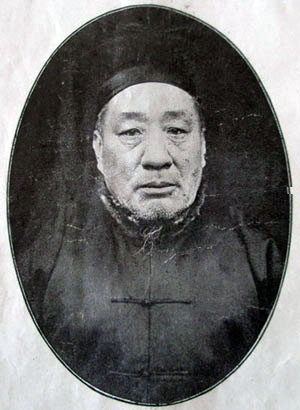

郭家声（1869年—1945年），字琴石，本籍直隶武清县（今属天津市）。晚清进士，近代文学家，教育家。

## 生平
同治八年（1869年）生于京师，光绪二十九年（1903年）中癸卯科进士。曾在清朝及北洋政府农工商部任职。长期从事教育事业，曾在北平辅仁大学任教。民国三十四年（1945年）卒。
有《忍冬书屋诗集》、《忍冬书屋诗续集》等。